# 弗兰克·贝克 (击剑运动员)
弗兰克·贝克（德語：Frank Beck，1961年6月26日—），德国男子击剑运动员，主攻花剑。他曾代表西德参加1984年夏季奥林匹克运动会击剑比赛，获得男子团体花剑银牌。